# Hearts On Fire
Hearts on Fire är en heavy metal-låt med Hammerfall från albumet Crimson Thunder.
Låten har blivit känd för rockvideon som Hammerfall gjorde tillsammans med Sveriges damlandslag i curling (lag Norberg) inför OS i Turin 2006.